# Jude Monye
Jude Monye (Nigeria, 16 de noviembre de 1973) es un atleta nigeriano, especializado en la prueba de 4x400 m en la que llegó a ser medallista de bronce mundial en 1995 y campeón olímpico en Sídney 2000.

## Carrera deportiva
En el Mundial de Gotemburgo 1995 ganó la medalla de bronce en los relevos 4x400 metros, con un tiempo de 3:03.18 segundos, tras Estados Unidos y Jamaica, siendo sus compañeros de equipo: Kunle Adejuyigbe, Udeme Ekpeyong y Sunday Bada.
Cinco años más tarde, en las Olimpiadas de Sídney 2000 ganó el oro en la misma prueba, por delante de Jamaica Y Bahamas.